# 采玉大勲章
采玉大勲章（さいぎょくだいくんしょう、中国語: 采玉大勳章）は、中華民国で最高位の勲章である。

## 概要
歴史的、文化的伝統の結果、采玉大勲章は最高位勲章であっても日本（大勲位菊花章頸飾）やロシア（聖アンドレイ勲章）、フランス（レジオンドヌール勲章頸飾）のような頸飾ではなく、大綬章及び星章からの構成となっている。勲章の中心には中華民国の国章が配置され、国家の覇権を表している。右肩から左下にかけて佩用。

### 采玉勲章
1933年12月22日制定。同年の頒給勲章条例において采玉大勲章と采玉勲章が設けられた。采玉勲章には色で分かれた9つの等級が存在する。制定当時の英訳はOrder od Jadeであった。1941年1月24日の勲章条例で、采玉勲章の他に中山勲章、卿雲勲章、景雲勲章が制定された。
1938年6月、ドイツ空軍元帥であるエアハルト・ミルヒに一等采玉勲章が贈られている。

## 改名提案
2007年4月、民主進歩党の余政道は、采玉大勲章の名称は蔣介石の母である王采玉から取られているため「台湾大勲章」へ改名し、現行の中正勲章を廃止すべき旨を提案した。しかし、これが採択されることはなかった。2017年9月、時代力量の林昶佐や民進党の呂孫綾が、采玉大勲章の名称由来を理由に再度改名提案を行った。

## 受章者
- 1933年12月：中華民国国民政府主席 林森
- 1943年8月：中華民国国民政府主席 蔣介石
- 1975年4月：中華民国総統 厳家淦
- 1978年5月：中華民国総統 蔣経国
- 1988年1月：中華民国総統 李登輝
- 1999年3月：コスタリカ大統領 ミゲル＝アンヘル・ロドリゲス（英語版）[7]
- 2000年7月：パナマ大統領 ミレヤ・モスコソ[8]
- 2001年3月：ドミニカ共和国大統領 イポリト・メヒーア（英語版）[9]
- 2001年5月：中華民国総統 陳水扁
- 2002年10月：ホンジュラス大統領 リカルド・マドゥーロ（英語版）[10]
- 2004年1月：サントメ・プリンシペ大統領 フラディケ・デ・メネゼス[11]
- 2004年5月：パラグアイ大統領 ニカノル・ドゥアルテ[12]
- 2004年8月：エルサルバドル大統領 アントニオ・サカ[13]
- 2005年1月：マラウイ大統領 ビング・ワ・ムタリカ[14]
- 2005年8月：グアテマラ大統領 オスカル・ベルシェ[15]
- 2008年10月：グアテマラ大統領 アルバロ・コロン[16]
- 2010年6月7日：キリバス大統領 アノテ・トン
- 2011年3月14日：パラグアイ大統領 フェルナンド・ルゴ[17]
- 2013年：パラグアイ大統領 フェデリコ・フランコ（英語版）